# Джугу
Джугу (на френски: Djougou) е най-големият град в северозападен Бенин, с население от близо 230 000 души. Градът е столица на бенинския департамент Донга. Джугу е важен търговски град.